# Patrick De Deckker
Patrick De Deckker (* 15. November 1948) ist ein australischer Paläontologe. Er ist Professor an der Australian National University in Canberra.

## Leben
De Deckker studierte Geologie und Paläontologie an der Macquarie University mit dem Bachelor-Abschluss 1971 und dem Master-Abschluss 1976, war zu Auslandsaufenthalten an der University of Newcastle und in Löwen und wurde 1981 an der University of Adelaide promoviert (Ph. D.). 2002 erhielt er dort auch einen D. Sc. Danach war er an der Australian National University (bis auf die Zeit 1985 bis 1988, als er an der Monash University forschte), wo er 1988 Lecturer wurde und 1992 Reader. 2002 bis 2004 stand er dort der Geologie-Fakultät vor und 2003 wurde er Professor.
Er analysiert fossile Umweltbedingungen anhand von Mikrofossilien, speziell Ostrakoden und speziell im Känozoikum. Das betrifft sowohl marine als auch terrestrische Lebensräume (Inland-Gewässer). De Deckker bedient sich dabei Methoden der Geochemie und Isotopenanalyse. Er leitete mehrere Meeresexpeditionen.
Er ist korrespondierendes Mitglied der Paläontologischen Gesellschaft. Er war Herausgeber von Palaeogeography, Palaeoclimatology, Palaeoecology. 2007 erhielt er die Order of Australia Medal, 1992 die Verco Medal und 2010 die Mawson Medal. Er ist Fellow der Royal Society of South Australia.